# Brouderdorff
Brouderdorff és un municipi francès, situat al departament del Mosel·la i a la regió del Gran Est. L'any 2007 tenia 899 habitants.

## Demografia

### Població
El 2007 la població de fet de Brouderdorff era de 899 persones. Hi havia 313 famílies, de les quals 46 eren unipersonals (21 homes vivint sols i 25 dones vivint soles), 99 parelles sense fills, 156 parelles amb fills i 12 famílies monoparentals amb fills.
La població ha evolucionat segons el següent gràfic:
Habitants censats

### Habitatges
El 2007 hi havia 345 habitatges, 324 eren l'habitatge principal de la família, 3 eren segones residències i 18 estaven desocupats. 316 eren cases i 29 eren apartaments. Dels 324 habitatges principals, 292 estaven ocupats pels seus propietaris, 29 estaven llogats i ocupats pels llogaters i 3 estaven cedits a títol gratuït; 4 tenien dues cambres, 24 en tenien tres, 48 en tenien quatre i 248 en tenien cinc o més. 283 habitatges disposaven pel capbaix d'una plaça de pàrquing. A 124 habitatges hi havia un automòbil i a 178 n'hi havia dos o més.

### Piràmide de població
La piràmide de població per edats i sexe el 2009 era:
| Homes | Edats   | Dones |
| ----- | ------- | ----- |
| 0     | 95 o +  | 0     |
| 0     | 90 a 94 | 4     |
| 0     | 85 a 89 | 4     |
| 0     | 80 a 84 | 8     |
| 8     | 75 a 79 | 8     |
| 8     | 70 a 74 | 20    |
| 8     | 65 a 69 | 12    |
| 44    | 60 a 64 | 28    |
| 16    | 55 a 59 | 28    |
| 28    | 50 a 54 | 28    |
| 36    | 45 a 49 | 32    |
| 16    | 40 a 44 | 16    |
| 36    | 35 a 39 | 40    |
| 28    | 30 a 34 | 28    |
| 20    | 25 a 29 | 8     |
| 16    | 20 a 24 | 16    |
| 24    | 15 a 19 | 16    |
| 20    | 10 a 14 | 28    |
| 32    | 5 a 9   | 28    |
| 0     | 0 a 4   | 24    |

## Economia
El 2007 la població en edat de treballar era de 577 persones, 418 eren actives i 159 eren inactives. De les 418 persones actives 382 estaven ocupades (197 homes i 185 dones) i 35 estaven aturades (14 homes i 21 dones). De les 159 persones inactives 64 estaven jubilades, 47 estaven estudiant i 48 estaven classificades com a «altres inactius».

### Ingressos
El 2009 a Brouderdorff hi havia 330 unitats fiscals que integraven 920,5 persones, la mediana anual d'ingressos fiscals per persona era de 19.057 €.

### Activitats econòmiques
Dels 18 establiments que hi havia el 2007, 1 era d'una empresa alimentària, 2 d'empreses de fabricació d'altres productes industrials, 4 d'empreses de construcció, 1 d'una empresa de comerç i reparació d'automòbils, 1 d'una empresa financera, 1 d'una empresa immobiliària, 3 d'empreses de serveis i 5 d'entitats de l'administració pública.
Dels 5 establiments de servei als particulars que hi havia el 2009, 1 era una oficina bancària, 1 paleta, 1 fusteria, 1 electricista i 1 agència immobiliària.
L'únic establiment comercial que hi havia el 2009 era una fleca.
L'any 2000 a Brouderdorff hi havia 6 explotacions agrícoles.

## Equipaments sanitaris i escolars
El 2009 hi havia 1 escola maternal integrada dins d'un grup escolar amb les comunes properes formant una escola dispersa i 1 escola elemental integrada dins d'un grup escolar amb les comunes properes formant una escola dispersa.

## Poblacions més properes
El següent diagrama mostra les poblacions més properes.